# العمون (غيل بن يمين)
'

تعديل مصدري - تعديل

العمون هي إحدى قرى عزلة غيل بن يمين بمديرية غيل بن يمين التابعة لمحافظة حضرموت، بلغ تعداد سكانها 231 نسمة حسب تعداد اليمن لعام 2004.